# Pachychilon
Pachychilon é um género de peixe actinopterígeo da família Cyprinidae.
Este género contém as seguintes espécies:
- Pachychilon macedonicum (Steindachner, 1892)
- Pachychilon pictum (Heckel & Kner, 1858)